# Dassault MD 454 Mystère IV
Il Dassault MD 454 Mystère IV (dal francese: mistero) era un monomotore a getto da caccia ad ala a freccia prodotto dall'azienda francese Dassault Aviation negli anni cinquanta.
Venne adottato, a partire dal 1954, dalle aeronautiche militari di Francia, India ed Israele; da queste ultime venne utilizzato in combattimento, rispettivamente durante le guerre Indo-Pakistane ed i conflitti arabo-israeliani della seconda metà del XX secolo.

## Sviluppo
Il primo caccia con motore a getto francese, l'MD 450 Ouragan funse da base per accumulare preziose esperienze operative e tecnologiche con la propulsione a jet. Il suo successore doveva arrivare al più presto, ma problemi economici si aggiunsero a quelli tecnologici nella Francia post-bellica.

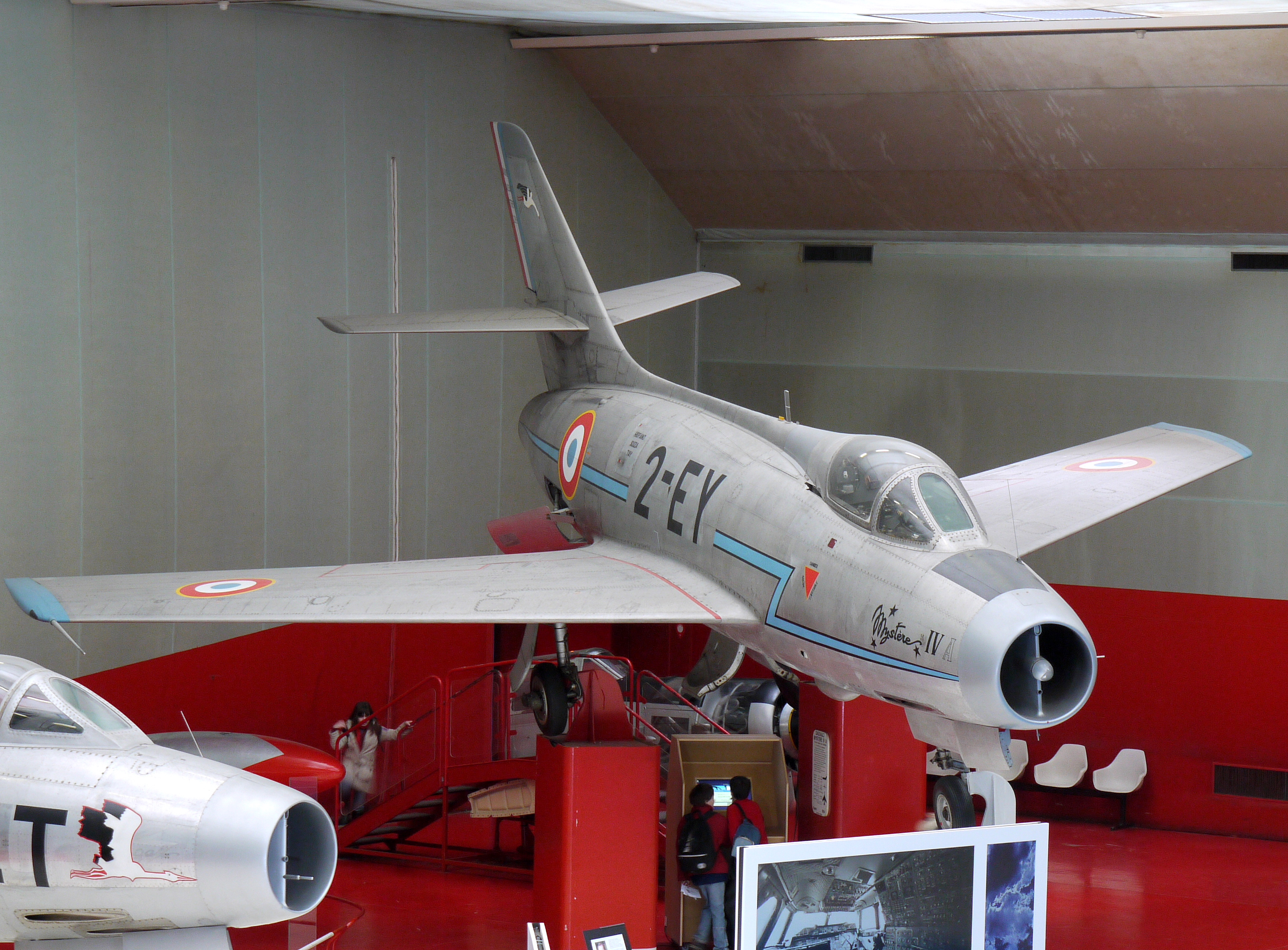
Il Mystère IVA esposto al Musée de l'air et de l'espace presso l'Aeroporto di Parigi-Le Bourget.

Il nuovo caccia con ali a freccia venne basato sul velivolo precedente, una chiara soluzione ad interim. Il Mystère IIC prestò servizio limitato nell'Armée de l'air francese: si configurava sostanzialmente come Ouragan con ali a freccia ed il primo esemplare di serie venne portato in volo nel 1954. Venne ordinato in 150 esemplari che prestarono servizio di prima linea tra il 1954 e il 1958, per poi essere destinati all'addestramento (ruolo che svolsero fino al 1963).
Nel frattempo lo sviluppo procedette speditamente, tanto che già nel settembre del 1952 il capo collaudatore della ditta Constantin Rozanoff portò in volo per la prima volta il prototipo del nuovo velivolo identificato come MD 454; inizialmente identificato come Super Mystére, venne successivamente ribattezzato Mystère IV: rappresentava un'evoluzione sostanziale rispetto al precedente, dal quale si differenziava per una nuova fusoliera, la rivisitazione dell'ala e degli impennaggi e per l'unità motrice.
Il completamento del prototipo fu seguito dalla sottoscrizione, da parte dell'Armée de l'air, di un contratto per 225 esemplari (il primo dei quali venne completato nel maggio del 1954): questi, denominati Mistère IVA furono acquistati con fondi stanziati dagli Stati Uniti d'America nell'ambito del Mutual Defense Assistance Program. Successivamente l'aeronautica francese acquistò altri 100 esemplari del Mystère IV con l'impiego di proprie disponibilità di bilancio.
L'evoluzione del progetto procedeva nel frattempo senza sosta: nel dicembre del 1953 venne portata in volo la nuova versione Mystère IVB che ancora una volta incorporava sostanziali variazioni alla fusoliera ed ai piani di coda; utilizzava inoltre il motore Rolls-Royce Avon dotato di postbruciatore ed introduceva il sistema radar da intercettazione, disposto nella parte superiore della sezione frontale della fusoliera (soluzione già vista nello statunitense North American F-86 Sabre). A partire dal terzo prototipo, il motore Avon venne rimpiazzato con il nazionale Snecma Atar (con il quale furono anche rimotorizzati i primi due esemplari). Ne furono costruiti complessivamente altri sei o sette di pre-serie, ma lo sviluppo della versione venne abbandonato per dedicarsi al nuovo Super Mystère. Sui primi due esemplari di pre-serie venne anche sperimentato l'impiego del motore a razzo SEPR 66 (realizzato dalla parigina Societe d'Etude de la Propulsion par Reaction, che era già stata coinvolta nello sviluppo per i motori installati anche sugli SNCASO Espadon e Trident).
Risalente al 1954 è l'ultima variante del Mystère: denominata "IVN", avrebbe dovuto essere destinata alla caccia notturna. Ancora una volta vennero introdotte modifiche alla fusoliera (allungata per accogliere il secondo membro dell'equipaggio) e venne installato un radar di intercettazione (l'AN/APG-33 di produzione statunitense) che venne alloggiato all'estremità di prua, in questo caso utilizzando la soluzione del radome frontale che conferiva al velivolo una certa somiglianza con la versione F-86D del già citato Sabre. L'unico prototipo costruito fu assillato da problemi al radar e presentava autonomia limitata: il contemporaneo sviluppo della versione da caccia notturna dello SNCASO Vautour portò, anche in questo caso, all'abbandono del progetto.

## Descrizione tecnica

### Struttura

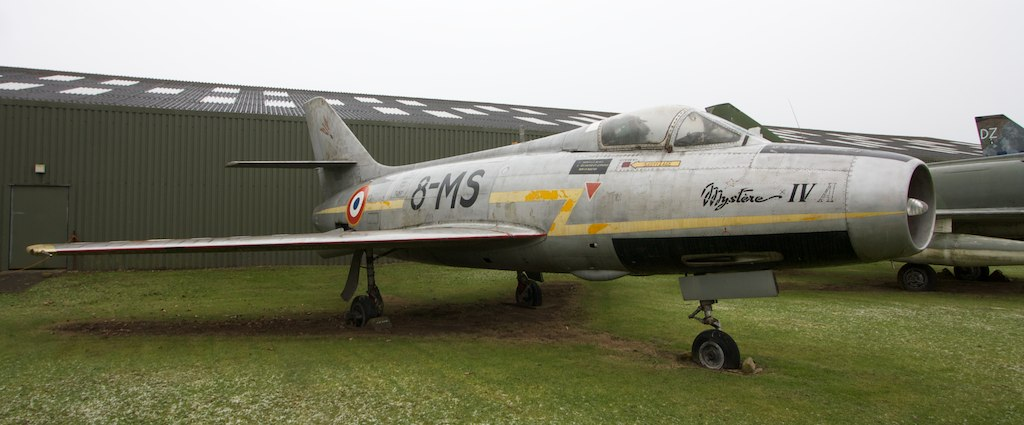
Vista laterale; si noti a lato della parte anteriore della fusoliera l'incavo dove è alloggiata la canna del cannone DEFA.

L'MD 454 era, rispetto al precedente MD 452, un velivolo completamente nuovo: la struttura era stata irrobustita (anche in ragione dell'impiego di un nuovo e più potente propulsore), l'ala era stata rivista (l'angolo di incidenza era stato portato a 41°) al pari degli impennaggi. Inoltre tutte le superfici di controllo erano ora servoassistite.
Il Mystère IVA (in alcune fonti si riporta anche la dicitura Mystère IV A), si presentava quindi come un monoplano ad ala media dalla struttura interamente metallica, dotato di un singolo motore con presa d'aria frontale. L'ala era in posizione media e gli impennaggi erano di tipo cruciforme (come l'ala anche i piani di coda orizzontali erano a freccia). Il carrello d'atterraggio era di tipo triciclo anteriore; infine l'abitacolo aveva la parte posteriore metallica raccordata, tramite una venatura lungo il dorso della fusoliera, con la deriva.

### Motore
I primi 50 esemplari del Mystère IVA erano dotati del turbogetto britannico Rolls-Royce Tay 250 mentre i successivi ricevettero una versione evoluta del medesimo motore, realizzata su licenza dalla francese Hispano-Suiza e denominata Verdon 350, capace di 3 500 kgf (pari a 34,3 kN).

### Armamento
Il Mystère IVA era armato con due cannoni automatici DEFA 553 calibro 30 mm nella parte inferiore della sezione frontale della fusoliera. Sotto le ali era previsto l'impiego di quattro piloni ai quali era possibile agganciare fino a 900 kg di carichi offensivi; la soluzione standard due dei piloni erano destinati a trasportare serbatoi supplementari per il carburante mentre gli altri due portavano bombe oppure lanciarazzi non guidati da 68 mm realizzati dalla francese Matra.

## Impiego
Il primo reparto di Mystère IVA a diventare operativo fu la 12e Escadre (da caccia) di base a Cambrai (nel 1955). L'aereo venne impiegato anche in paesi esteri, precisamente in Israele e India, che ne acquisirono rispettivamente 60 e 110 esemplari.

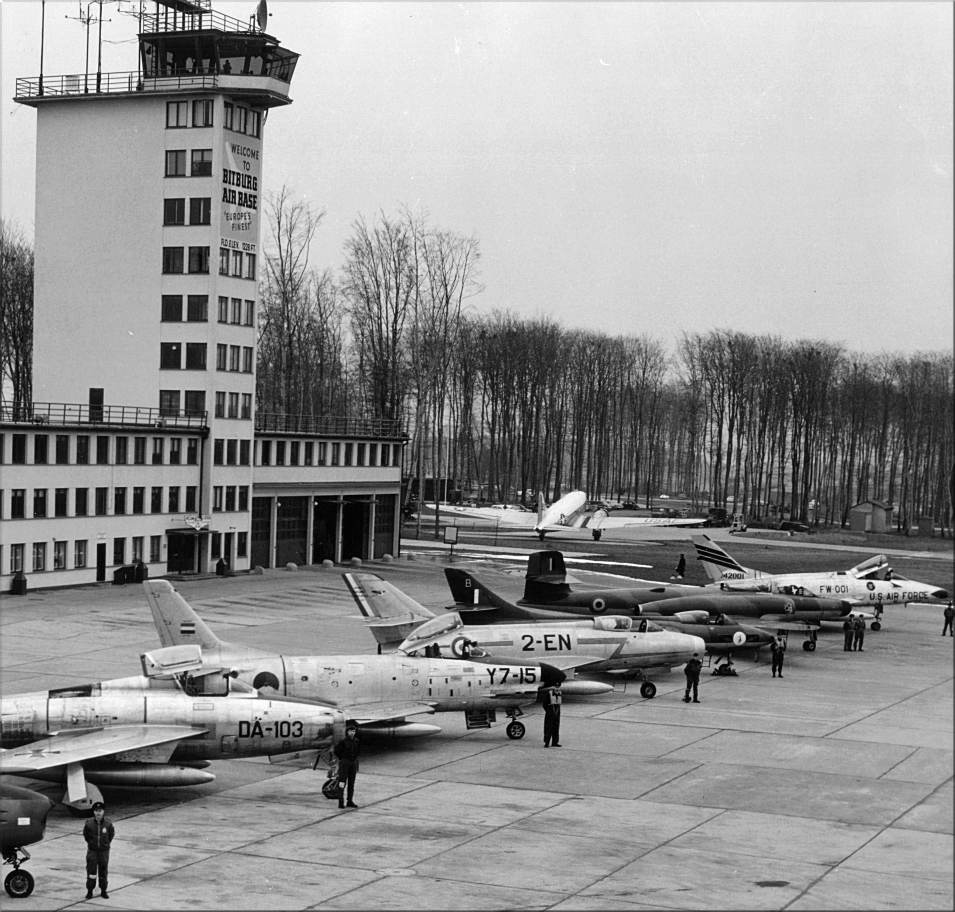
Schieramento di velivoli appartenenti alle forze aeree della NATO: il Mystère francese ha la matricola 2-EN.

Tutte le forze armate che ebbero in uso il Mystère ebbero occasione di impiegarlo in combattimento; in particolare i velivoli francesi e quelli israeliani si trovarono impegnati nel corso della crisi di Suez: la Heyl Ha'Avir rivendicò in questi frangenti almeno 6 vittorie contro una sola perdita.
Anche nella guerra dei sei giorni (del 1967), 35 Mystère IVA furono impiegati in numerose missioni d'attacco, e ottennero tre vittorie aeree contro una perdita. Parteciparono anche ai conflitti successivi, ma progressivamente in compiti secondari e infine nella riserva.
L'India invece impiegò l'aereo prevalentemente nel conflitto del 1965 contro il Pakistan, eseguendo varie missioni di attacco al suolo e contro obiettivi strategici.
I Mystère rimasero in servizio per diversi anni, dando origine ad ulteriori sviluppi, ma quando vennero radiati dal servizio (la produzione rimase attiva fino al 1958), la maggior parte dei superstiti venne formalmente riconsegnata in custodia agli Stati Uniti per l'alienazione finale (stante la provenienza dei fondi utilizzati per l'acquisto). L'ultimo dei Mystère francesi venne radiato solo nel 1983, molto più tardi delle macchine esportate.
Dal 1957 al 1963 fu impiegato nella Patrouille de France.

## Versioni
- MD 452 Mystère IV: prototipo portato in volo per la prima volta il 28 settembre 1952; caratterizzato (rispetto al Mystère II, dal quale discendeva) dall'ala di minor spessore, maggior angolo di freccia, modifiche agli impennaggi, fusoliera allungata e di sezione ovale e motore Rolls-Royce Tay prodotto su licenza dall'Hispano-Suiza. Venne costruito un singolo esemplare che, in prima battuta, venne chiamato Super Mystère (nome abbandonato, ma ripreso tre anni più tardi per identificare il nuovo stadio evolutivo del progetto).
- MD 452 Mystère IVA: versione prodotta in serie; realizzata complessivamente in oltre 480 esemplari, che furono preceduti da 9 velivoli di pre-serie. I primi 50 velivoli prodotti uscirono dalle linee di montaggio con il motore Tay, i successivi furono equipaggiati con la versione prodotta su licenza con il nome di Hispano-Suiza Verdon.
- MD 452 Mystère IVB: si trattò di una versione progettata per l'installazione di apparecchiature radar e motore dotato di postbruciatore; vennero realizzati tre prototipi e sei esemplari di pre-serie che esteriormente differivano dalla versione precedente per modifiche alla fusoliera. Non ebbe alcun seguito produttivo.
- MD 452 Mystère IVN: denominazione assegnata ad un prototipo per un caccia biposto con capacità ognitempo; portato in volo per la prima volta il 19 luglio 1954, anch'esso non ebbe seguito.

## Sviluppi correlati
- MD 452 Mystère I: tre esemplari (il primo dei quali volò il 23 febbraio 1951). Modello sostanzialmente derivato dall'Ouragan, ma caratterizzato dall'ala a freccia. Il primo esemplare era motorizzato con un Hispano-Suiza Nene, mentre i due successivi impiegavano il Verdon.
- MD 452 Mystère II:
  - MD 452 Mystère IIA: due prototipi, dotati di motore Verdon; erano dotati di armamento, costituito da quattro cannoni Hispano-Suiza HS.404.
  - MD 452 Mystère IIB: quattro prototipi che mantenevano la medesima unità motrice; differivano dai precedenti per l'armamento, costituito in questo caso da due cannoni DEFA 550.
  - MD 452 Mystère IIC: versione realizzata dapprima in undici esemplari di pre-serie (di cui nove dotati di turbogetto Snecma Atar 101C e due del medesimo motore in versione 101F, dotato di postbruciatore) e 150 velivoli di serie, impiegati in servizio dall'Armée de l'air.
- MD 453 Mystère IIIN: un singolo esemplare, derivato ancora una volta direttamente dall'Ouragan; realizzato in previsione di un possibile impiego come caccia notturno, era caratterizzato per la presenza del radar all'estremità di prua e, di conseguenza, era dotato di prese d'aria per il motore disposte ai lati della fusoliera.
- Super Mystère: ultima evoluzione del progetto; motorizzato con lo Snecma Atar 101G con postbruciatore, venne prodotto in oltre 700 esemplari.

## Utilizzatori

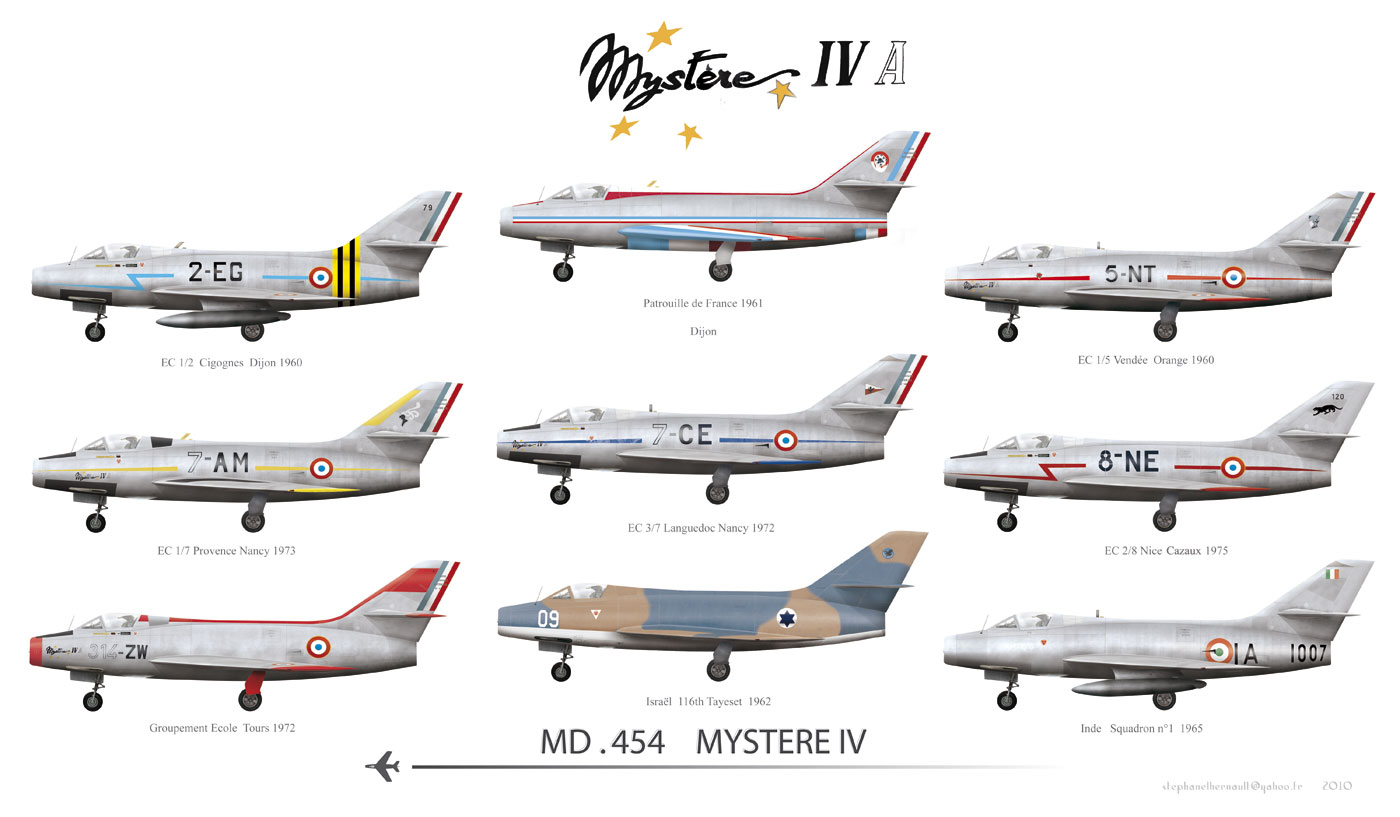
Dassault Mystère IV MD 454

Francia
- Armée de l'air
  - Patrouille de France (1957-1964)

 India
- Bhartiya Vāyu Senā

 Israele
- Heyl Ha'Avir